# Agujero negro supermasivo

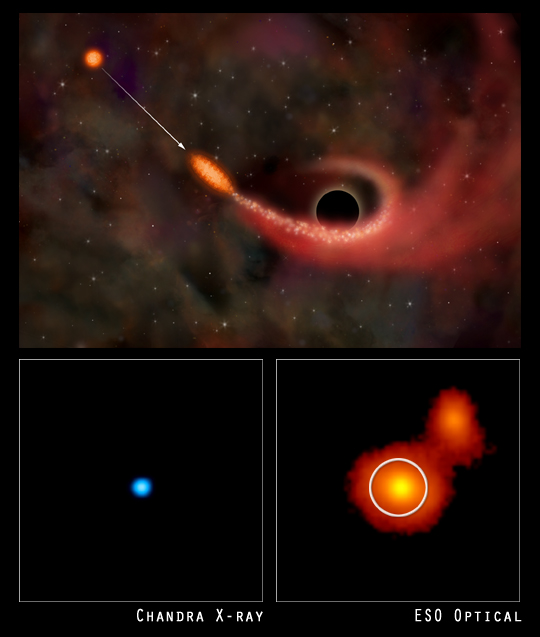
Arriba: representación artística de un agujero negro supermasivo absorbiendo materia de una estrella cercana. Abajo: imágenes de un supuesto agujero negro supermasivo devorando una estrella en la galaxia RXJ 1242-11. Izq.: en rayos x; Der.: en luz visible.

Un agujero negro supermasivo es un agujero negro con una masa del orden de millones o decenas de miles de millones de masas solares.

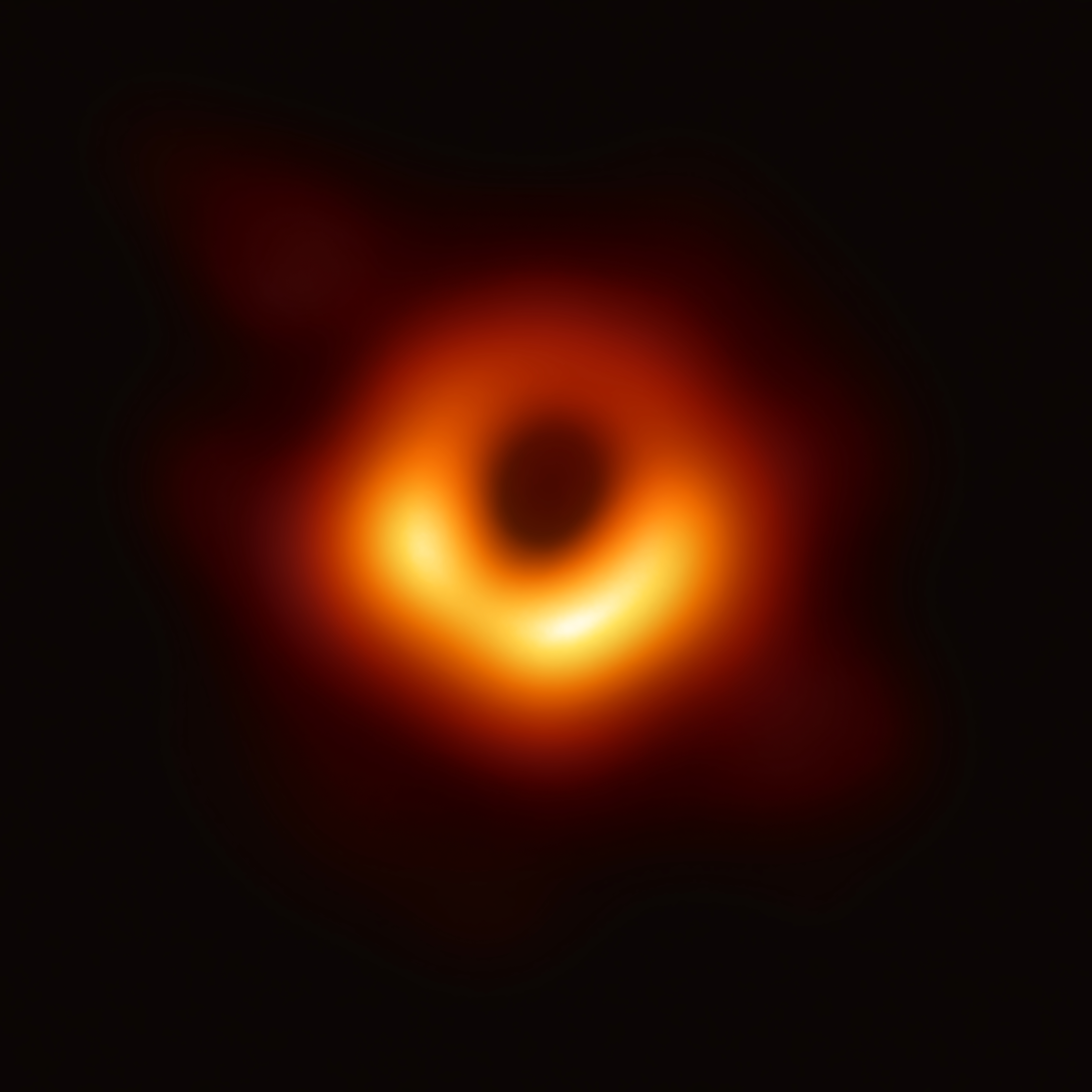
Primera imagen real de la historia de un agujero negro supermasivo ubicado en el centro de la galaxia M87 presentado el 10 de abril de 2019 por el consorcio internacional Telescopio del Horizonte de Sucesos.

Estudios científicos dicen, y está comprobado, que la Vía Láctea tiene un agujero negro supermasivo en el centro galáctico, llamado Sagitario A*. Se cree que muchas, si no todas las galaxias, albergan un agujero negro supermasivo en su centro. De hecho, una de las teorías más extendidas en los últimos tiempos es la de suponer que todas las galaxias elípticas y espirales poseen en su centro un agujero negro supermasivo.

## Introducción
Un agujero negro supermasivo tiene algunas propiedades interesantes que lo diferencian de otros de menor masa:
- La densidad media de un agujero negro supermasivo, en referencia a su horizonte de sucesos, puede ser muy baja; de hecho puede ser menor que la densidad del agua, si su masa es suficientemente grande. Esto ocurre porque el radio del agujero negro se incrementa linealmente con la masa, por lo que la densidad decae con el cuadrado de la masa, mientras que el volumen es proporcional al cubo del radio de Schwarzschild, de tal manera que la densidad satisface la siguiente proporcionalidad:

{\displaystyle \rho \propto {\frac {M}{R_{S}^{3}}}\propto {\frac {c^{6}}{G^{3}M^{2}}}\approx 1,842\cdot 10^{16}\left({\frac {M_{\odot }}{M}}\right)^{2}\ {\frac {\mbox{g}}{{\mbox{cm}}^{3}}}}

Donde {\displaystyle \scriptstyle M_{\odot }} es la masa del sol y {\displaystyle \scriptstyle M} la masa del agujero negro supermasivo. La cantidad anterior es inferior a la densidad del agua cuando la masa supera ciento treinta y seis millones de veces la masa solar. Cabe recalcar que todos los agujeros negros poseen una densidad infinita, haciendo que este cálculo solo sea una densidad aparente.
- Las fuerzas de marea en la vecindad del horizonte de sucesos son sensiblemente menores. Dado que el centro de la singularidad está muy alejado del horizonte, un hipotético astronauta viajando hacia el centro del agujero negro no experimentaría fuerzas de marea significativas hasta adentrarse mucho en el agujero negro.

Los agujeros negros de este tamaño pueden formarse solo de dos formas: por una lenta absorción (acrecimiento) de materia (a partir de un tamaño estelar), o directamente por presión externa en los primeros instantes del Big Bang. El primer método requiere un largo período y grandes cantidades de materia disponibles para el crecimiento del agujero negro supermasivo.
Ciertas mediciones Doppler de la materia que rodea el núcleo de galaxias vecinas a la Vía Láctea revelan un movimiento giratorio muy rápido, que solo es posible por una gran concentración de materia en el centro. Actualmente, el único objeto conocido que puede contener suficiente materia en tan reducido espacio es un agujero negro.
En galaxias activas más alejadas, se piensa que el ancho de las líneas espectrales está relacionado con la masa del agujero negro que genera la actividad del espacio.

### Historia de la búsqueda de agujeros negros supermasivos
Donald Lynden-Bell y Martin Rees en 1971 exponen la hipótesis de que el centro de la Vía Láctea podría contener un agujero negro supermasivo. Sagitario A* fue descubierto y nombrado el 13 y 15 de febrero de 1974, por los astrónomos Bruce Balick y Robert Brown utilizando el interferómetro de línea de base del Observatorio Nacional de Radio Astronomía. Se descubrió una fuente de radio que emite radiación sincrotrón; se encontró que era denso e inmóvil debido a su gravitación. Este fue, por lo tanto, el primer indicio de que existe un agujero negro supermasivo en el centro de la Vía Láctea.

## Formación

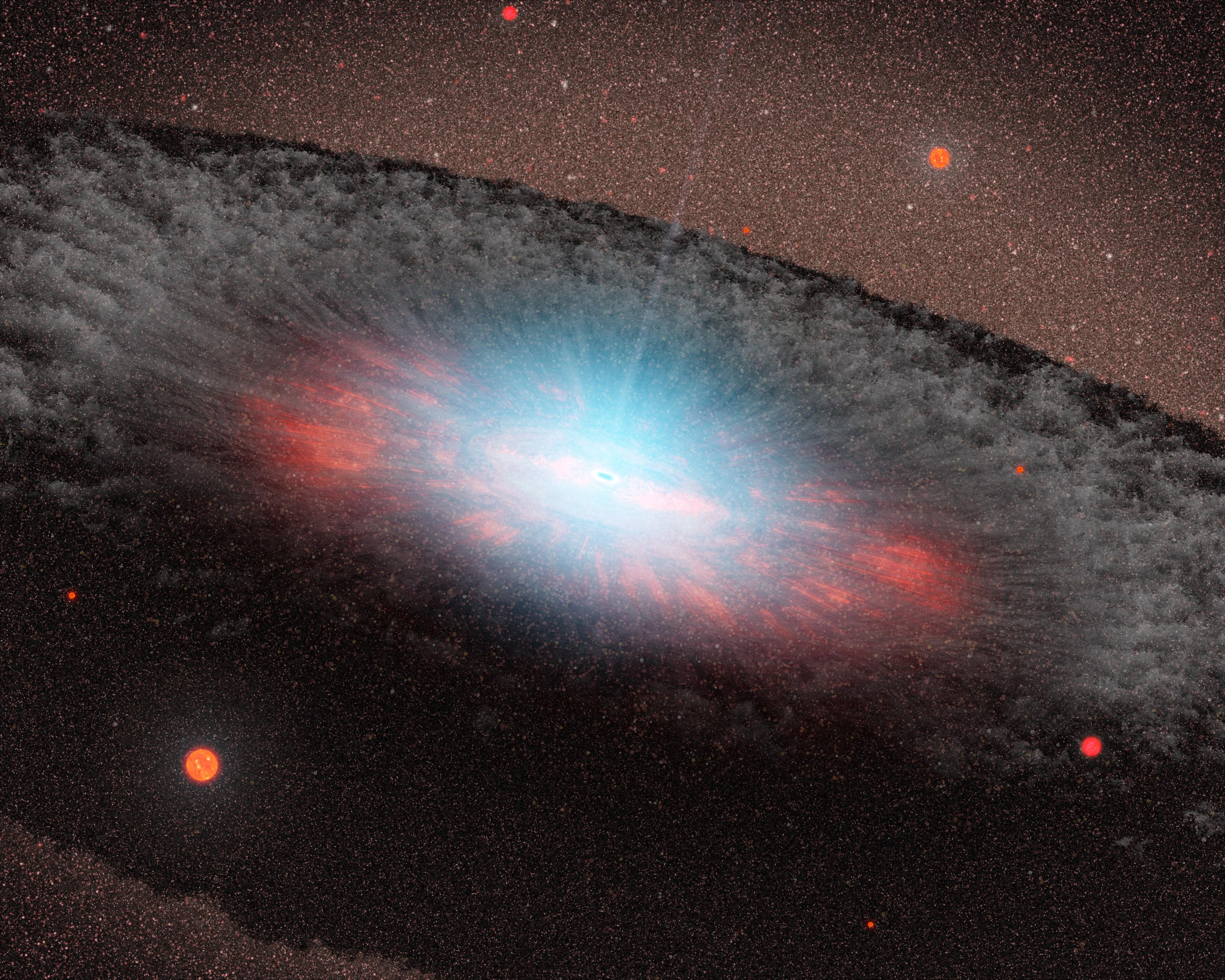
Concepción artística de un agujero y la acreción del disco negro supermasivo

El origen de los agujeros negros supermasivos sigue siendo un campo de investigación abierto. Los astrofísicos están de acuerdo en que una vez que un agujero negro está en su lugar en el centro de una galaxia, puede crecer por la acreción de materia y mediante la fusión con otros agujeros negros. Hay, sin embargo, varias hipótesis para los mecanismos de formación y masas iniciales de los progenitores, o "semillas", de agujeros negros supermasivos.
- La hipótesis más obvia es que las semillas son agujeros negros de decenas o quizás cientos de masas solares que quedan por las explosiones de estrellas masivas y aumentan por acreción de materia.
- Otro modelo consiste en una gran nube de gas en el período anterior a las primeras estrellas formadas al colapsar en una "cuasi-estrella" y luego en un agujero negro en principio de solo alrededor de 20 millones de soles, y después, rápidamente, por acreción, convertirse con relativa rapidez en un agujero negro de masa intermedia, y posiblemente un SMBH (Agujero Negro SuperMasivo; siglas en inglés) si la tasa de acreción no decae en masas mayores.[3] La "cuasi-estrella" inicial se vuelve inestable por perturbaciones radiales debido a la producción de pares electrón-positrón en su núcleo, y puede colapsar directamente en un agujero negro sin una explosión de supernova, que expulse la mayor parte de su masa dejando un agujero negro como remanente.
- Sin embargo, otro modelo[4] implica un cúmulo estelar denso sometido a colapso en un núcleo con disminución de la cantidad de calor del resto expulsado por dispersión a velocidades relativistas.
- Por último, los agujeros negros primordiales pueden haber sido producidos directamente por la presión externa en los primeros momentos después del Big Bang. La formación de los agujeros negros por la muerte de las primeras estrellas se ha estudiado y corroborado por las observaciones ampliamente. Los otros modelos para la formación del agujero negro mencionadas anteriormente son teóricos.

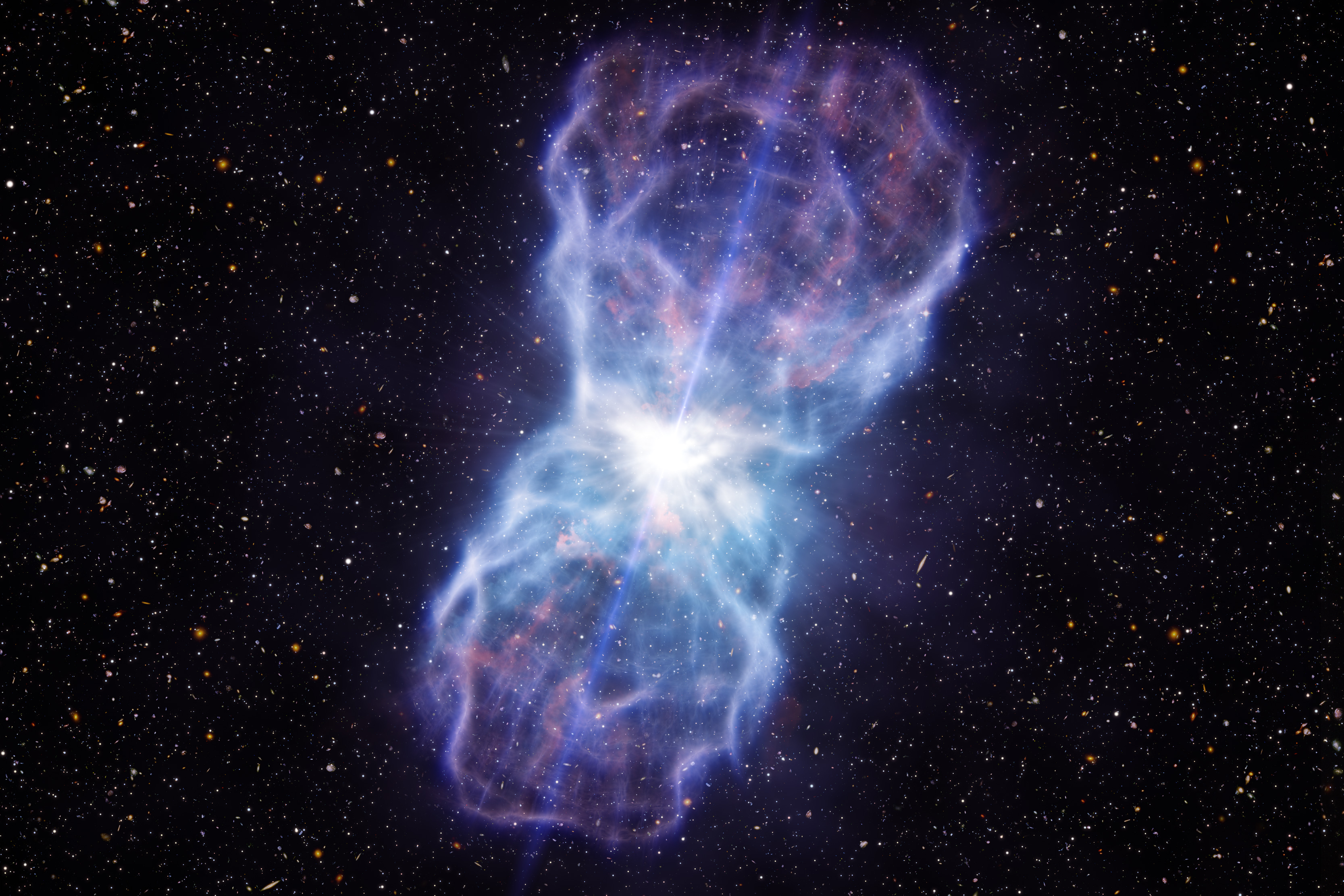
Impresión artística de la eyección del cuásar SDSS J1106 + 1939

La dificultad en la formación de un agujero negro supermasivo reside en la necesidad de suficiente materia para estar en un pequeño volumen. Este asunto tiene que tener muy poco momento angular para que esto suceda. Normalmente, el proceso de acreción implica el transporte de una gran dotación inicial de momento angular hacia el exterior, y este parece ser el factor limitante en el crecimiento del agujero negro. Este es un componente importante de la teoría de los discos de acreción. La acreción de gas es lo más eficiente y también la manera más visible en el que crecen los agujeros negros. La mayor parte del crecimiento de la masa de los agujeros negros supermasivos se cree que ocurre a través de episodios de la acreción rápida de gas, que son observables como núcleos galácticos activos o cuásares. Las observaciones revelan que los cuásares eran mucho más frecuentes cuando el Universo era más joven, lo que indica que los agujeros negros supermasivos se formaron y crecieron temprano. Un factor limitante importante para las teorías de la formación de un agujero negro supermasivo es la observación de cuásares distantes luminosos, que indican que los agujeros negros supermasivos de miles de millones de masas solares ya se habían formado cuando el universo tenía menos de mil millones de años. Esto sugiere que los agujeros negros supermasivos se iniciaron muy temprano en el Universo, dentro de las primeras galaxias masivas.
Actualmente, parece que hay un hueco en la distribución de la masa observada de los agujeros negros. Hay agujeros negros de masa estelar, generados a partir de estrellas que colapsan, que van hasta quizá 33 millones de masas solares. El agujero negro supermasivo mínimo es del orden de cientos de miles de masas solares. Entre estos regímenes parece haber una escasez de agujeros negros de masa intermedia. Una brecha tal sugeriría cualitativamente diferentes procesos de formación. Sin embargo, algunos modelos sugieren que las fuentes de rayos X ultraluminosas (ULXs) pueden ser agujeros negros de este grupo que falta.

## Medidas del efecto Doppler

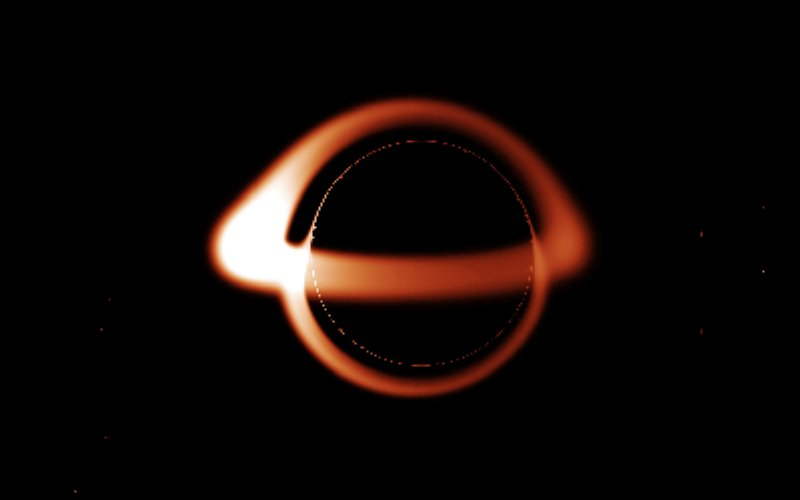
Vista lateral del agujero negro con el anillo toroidal transparente de materia ionizada según un modelo propuesto para Sgr A *. Esta imagen muestra resultado de la flexión de la luz desde detrás del agujero negro, y también muestra la asimetría que surge por el efecto Doppler de la velocidad orbital extremadamente alta de la materia en el anillo, que gira de izquierda a derecha por delante.

Algunas de las mejores evidencias de la presencia de agujeros negros es la que proporciona el efecto Doppler. De acuerdo con este efecto, la luz emitida por la materia objetos que se alejan de nosotros presenta corrimiento al rojo, mientras que los objetos que se acercan presentarán corrimiento al azul. Así, para la materia que se encuentra muy cerca de un agujero negro, la velocidad orbital debe ser comparable con la velocidad de la luz, por lo que la materia que se aleja aparecerá muy débil en comparación con la materia que acerque, lo que significa que los sistemas con discos intrínsecamente simétricas y anillos adquirirán un aspecto visual muy asimétrico. Este efecto, se ha dejado en el ordenador moderno imágenes generadas como el ejemplo que aquí se presenta, con base en un modelo plausible para el agujero negro supermasivo en Sgr A * en el centro de nuestra propia galaxia. Sin embargo, la resolución que proporciona la tecnología telescopio actualmente disponible es aún insuficiente para confirmar directamente tales predicciones.
Lo que ya se ha observado directamente en muchos sistemas son las velocidades no relativistas más bajas de la materia que orbita más lejos de lo que se supone que son los agujeros negros. Medidas Doppler directas de máser (siglas en inglés de Amplificación de Microondas por emisión eStimulada de Radiación) de agua de la materia que rodea los núcleos de las galaxias cercanas han revelado un movimiento kepleriano muy rápido que solo es posible con una alta concentración de la materia en el centro. En la actualidad, los únicos objetos conocidos que pueden concentrar suficiente materia en un espacio tan pequeño son los agujeros negros, o las cosas que evolucionarán en agujeros negros dentro de plazos astrofísicamente cortos. Para galaxias activas más alejadas, la anchura de las líneas espectrales amplias se puede utilizar para sondear el gas que orbita cerca del horizonte de sucesos. La técnica de mapeo de reverberación utiliza la variabilidad de estas líneas para medir la masa y tal vez el giro del agujero negro de las galaxias activas.
La gravitación de los agujeros negros supermasivos en el centro de muchas galaxias se cree que alimentan objetos activos tales como galaxias Seyfert y cuásares.
Una correlación empírica entre el tamaño de los agujeros negros supermasivos y la velocidad de dispersión estelar σ de un bulbo galáctico se llama la relación M-sigma.

## Radiación de Hawking
La radiación de Hawking es radiación de cuerpo negro y se espera que sea liberada por agujeros negros debido a efectos cuánticos cerca del horizonte de sucesos. Esta radiación reduce la masa y la energía del agujero negro, haciendo que el agujero negro se encoja y finalmente desaparezca. Si el agujero negro se evapora a través de la radiación de Hawking, un agujero negro supermasivo con una masa de 1011 (100 mil millones) de masas solares  se evaporará en aproximadamente  2 × 10100  años. Se predice que durante el colapso de los supercúmulos de la galaxia, algunos agujeros negros enormes en el universo continuarán creciendo hasta los 1014 M☉. Incluso estos desaparecerán en un plazo de 10106  años.

## La Vía Láctea

Órbitas inferidos de 6 estrellas alrededor supermasivo agujero negro candidato Sagitario A * en el centro de la galaxia Vía Láctea

Los astrónomos están seguros de que en nuestra propia galaxia, la Vía Láctea existe un agujero negro supermasivo en su centro, a 26 000 años luz del sistema solar, en una región llamada Sagitario A* debido a que:
1. Desde el movimiento de la estrella S2, la masa del objeto se puede estimar como 4,1 millones de masas solares,[9][10] o alrededor de  8,2 × 1036  kg.
2. La estrella S2 sigue una órbita elíptica con un período de 15,2 años y un pericentro (distancia más cercana) de 17 horas luz ( 1,8 × 1013  m o 120 UA) desde el centro del objeto central.[11]
3. El radio del objeto central debe ser menos de 17 horas luz, porque de lo contrario, S2 chocaría con él. De hecho, recientes observaciones de la estrella S14[12] indican que el radio es menor de 6,25 horas luz, comparable al diámetro de la órbita de Urano (5,31 horas luz). Por otra parte, la aplicación de la fórmula para el radio de Schwarzschild produce tan solo unos 41 segundos luz, lo que es consistente con que la velocidad de escape ha de ser, como mínimo, algo mayor que la velocidad de la luz; imposible que da lugar al agujero negro.
4. Ningún objeto astronómico conocido que no sea un agujero negro puede contener 4,1 millones de masas solares en este volumen de espacio.

El Instituto Max Planck de Física Extraterrestre y UCLA Centro Galáctico Grupo han proporcionado la evidencia más fuerte hasta la fecha que Sagitario A * es el sitio de un agujero negro supermasivo, sobre la base de datos de ESO Very Large Telescope y el telescopio Keck.

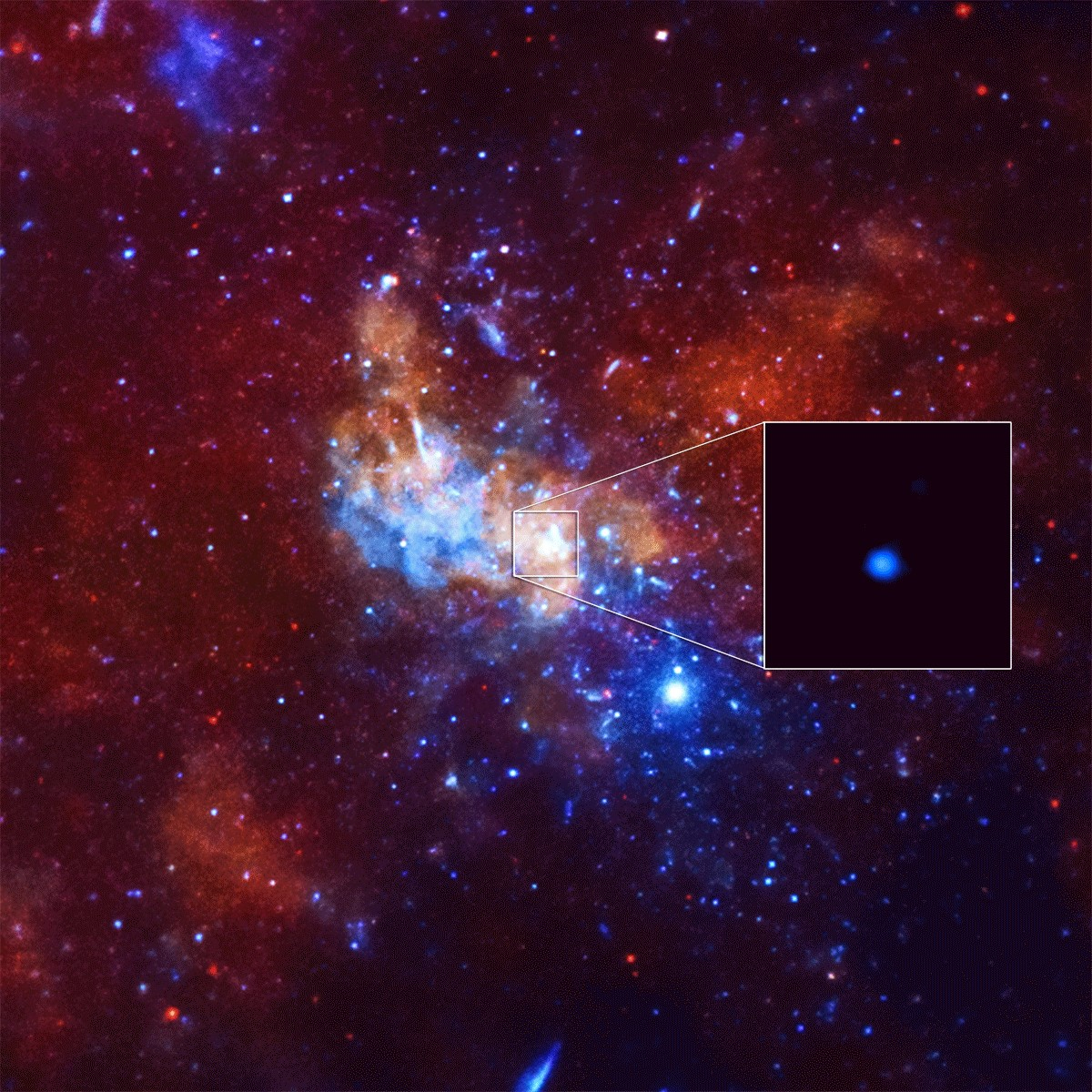
La detección de un brote inusualmente brillante de rayos X de Sagitario A *, un agujero negro supermasivo en el centro de la Vía Láctea

El 5 de enero de 2015, la NASA informó de la observación de una llamarada de rayos X 400 veces más brillante de lo habitual, un registro automático, de Sagitario A *; este acaecimiento atípico puede haber sido causado por la ruptura, aparte de un asteroide que cae en el agujero negro o por el enredo de líneas de campo magnético dentro del gas que fluye en Sagitario A *, según los astrónomos.

## Agujeros negros detectados fuera de la Vía Láctea
Existe evidencia inequívoca dinámica de los agujeros negros supermasivos solo en un puñado de galaxias; estos incluyen la Vía Láctea, las galaxias del Grupo Local M31 y M32, y unas pocas galaxias más allá del Grupo Local, por ejemplo, NGC 4395. En estas galaxias, la media cuadrática (RMS o rms) de las velocidades de las estrellas o de escape de los gases cerca del centro es ~ 1 / r, lo que indica una masa puntual central. En el resto de las galaxias observadas hasta la fecha, las velocidades RMS son planas, o incluso decaen hacia el centro, por lo que es imposible afirmar con certeza que un agujero negro supermasivo está presente. Sin embargo es comúnmente aceptado que el centro de casi cada galaxia contiene un agujero negro supermasivo. La razón de esta suposición es la relación M-sigma de baja dispersión o estrecha relación entre las masas de los agujeros en las ~ 10 galaxias con detecciones seguras, y la dispersión de la velocidad las estrellas en las protuberancias de esas galaxias. Esta correlación, aunque basada en solo un puñado de galaxias, sugiere que muchos astrónomos una fuerte conexión entre la formación del agujero negro y la propia galaxia.
- La cercana galaxia de Andrómeda, a 2,5 millones de años-luz de distancia, contiene un agujero negro central con (1.1 a 2.3) x 10^8 (110-230 millones) M☉, significativamente mayor que el de la Vía Láctea.
- El mayor agujero negro supermasivo en los alrededores de la Vía Láctea parece ser la de M87, con un peso de (6,4 ± 0,5) x 10^9 (~ 6400 millones) M☉ a una distancia de 53,5 millones de años luz.
- El 5 de diciembre de 2011 los astrónomos descubrieron el mayor agujero negro supermasivo en el universo cercano hasta la fecha, el de la galaxia elíptica NGC supergigante 4889, con un peso de  2,1 × 1010 (21 000 millones) M☉ a una distancia de 336 millones de años-luz de distancia en la constelación Coma Berenices.
- Mientras tanto, la galaxia elíptica supergigante en el centro del cúmulo de Fénix alberga un agujero negro de  2,0 × 1010 (20 000 millones) M☉ a una distancia de 5,7 millones de años luz. Los agujeros negros en los cuásares son mucho más grandes, debido a su estado activo de fase de crecimiento continuo. La APM cuásar hiperluminoso 08279 + 5255 tiene un agujero negro supermasivo con una masa de  2,3 × 1010 (23 000 millones) M☉. Existe otro S5 cuásar hiperluminoso 0014 + 81, el mayor agujero negro supermasivo encontrado hasta la fecha, que pesa  4,0 × 1010 (40 000 millones) M☉, o 10 000 veces más grande que el agujero negro en la Vía Láctea Centro Galáctico. Ambos cuásares están a 12100 millones de años luz de distancia. Y el agujero negro supermasivo más grande del universo es el TON 618 con 66 mil millones de masas solares, este es el monstruo de los monstruos, pero también existe otro monstruo de los monstruos, se trata de J2157 que tiene 34 000 millones de masas solares y sigue creciendo.

Existe una teoría de un agujero que dejaría en vergüenza al TON 618, este es el SDSS J0100+2802, se trata del posible agujero supermasivo más grande del universo aún no está confirmado, pero este agujero tendría la masa de 196 mil millones de veces la masa del sol y un diámetro de 7.800 UA(Unidades Astronómicas= Distancia entre la tierra y el sol: 150 millones de kilómetros) eso sería un billón ciento setenta mil millones de kilómetros de diámetro, pero todavía no está confirmado.
- Algunas galaxias, como la galaxia 0402 + 379, parecen tener dos agujeros negros supermasivos en su centro, formando un sistema binario. Si chocaran, el suceso crearía fuertes ondas gravitacionales. Los agujeros negros supermasivos binarios se cree que son una consecuencia común de las fusiones galácticas.
- Un agujero negro supermasivo fue descubierto recientemente en la galaxia enana Henize 2-10, que no tiene abultamiento. Las implicaciones precisas para este descubrimiento sobre la formación de un agujero negro son desconocidas, pero pueden indicar que los agujeros negros se formaron antes de protuberancias.
- El 28 de marzo de 2011, se supo que un agujero negro supermasivo afectó a una estrella relativamente cercana. Según los astrónomos, la única explicación consistente con las observaciones de la radiación en rayos X repentina y del seguimiento en banda ancha es que la fuente fue un núcleo galáctico previamente inactivo, y del estudio de la explosión, se estima que el núcleo galáctico es un SMBH con una masa del orden de un millón de masas solares. Este acaecimiento inusitado se supone ser una emisión relativista de material a una fracción significativa de la velocidad de la luz desde una estrella sometida a fuerzas de marea; emisión interceptada por el SMBH. Se cree que una parte importante de la masa estelar ha acrecentado el SMBH. La posterior observación a largo plazo permitirá saber si, en este supuesto sin confirmar, la emisión del chorro aumenta en la tasa esperada la acreción de masa del SMBH.
- En 2012, los astrónomos reportaron una inusualmente gran masa de aproximadamente 17 000 millones M☉ para el agujero negro supermasivo en la compacta galaxia lenticular NGC 1277, que se encuentra a 220 millones de años luz de distancia en la constelación de Perseo. El supuesto agujero negro supermasivo tiene aproximadamente el 59 por ciento de la masa del abultamiento de esta galaxia lenticular (14 por ciento de la masa estelar total de la galaxia)
- Otro estudio llegó a una conclusión muy diferente:. Este agujero negro no es particularmente supermasivo. Se estima entre 2000 millones y 5000 millones M☉ con 5000 millones M☉ siendo el valor más probable.
- El 28 de febrero de 2013 los astrónomos informaron sobre el uso del satélite NuSTAR para medir con precisión el giro de un agujero negro supermasivo, por primera vez, en NGC 1365, informando de que el horizonte de sucesos le daba vueltas a casi la velocidad de la luz.
- En septiembre de 2014, los datos de diferentes telescopios de rayos X han demostrado que la extremadamente pequeña, densa, galaxia enana ultracompacta M60-UCD1 alberga un agujero negro de 20 millones de masas solares en su centro, que representa más del 10% de la masa total de la galaxia. El descubrimiento es bastante sorprendente, ya que el agujero negro es cinco veces más masivo que el agujero negro de la Vía Láctea a pesar de que la galaxia sea menos de cinco milésimas de la masa de la Vía Láctea.
- El 10 de abril del año 2019, fue capturada una imagen real de un agujero negro supermasivo en el centro de la galaxia M87 por el consorcio internacional Telescopio del Horizonte de Sucesos.
- Algunas galaxias, sin embargo, carecen de agujeros negros supermasivos en sus centros. Aunque la mayoría de las galaxias con agujeros negros supermasivos son galaxias muy pequeñas, enanas, uno de cuyos descubrimientos sigue siendo un misterio: La galaxia elíptica supergigante cD A2261-BCG no se ha encontrado que contenga un agujero negro supermasivo activo, a pesar de que la galaxia es una de las mayores galaxias conocidas: diez veces el tamaño y mil veces la masa de la Vía Láctea. Un agujero negro supermasivo solo será detectable mientras se acrecentando. Un agujero negro supermasivo puede ser casi indetectable, excepto en sus efectos sobre las órbitas estelares.